# Pfarrkirche Mühldorf (Kärnten)

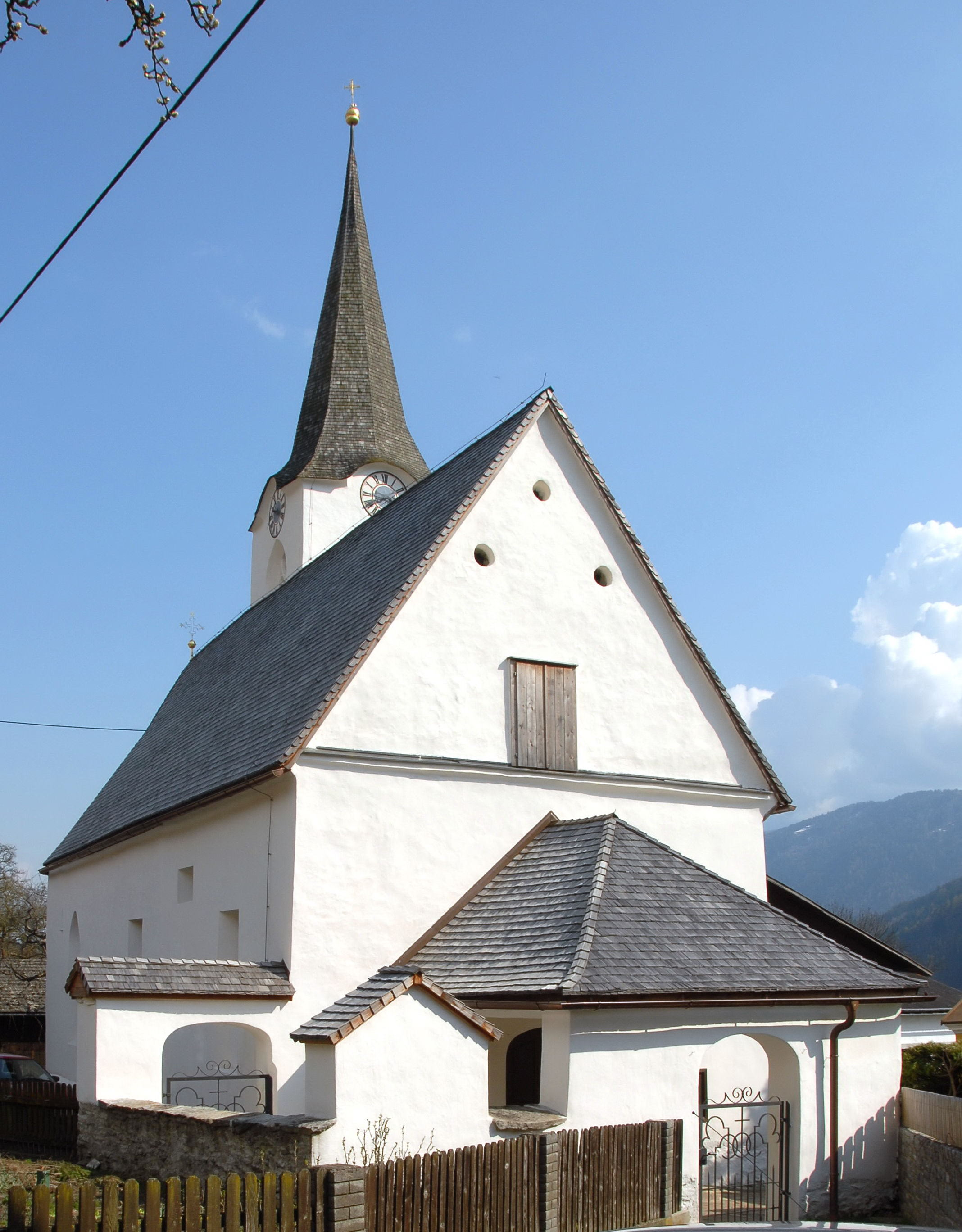

Die römisch-katholische Pfarrkirche Mühldorf ist dem heiligen Veit geweiht. Eine Kirche in Mühldorf wurde erstmals 1177 genannt.

## Baubeschreibung
Die Kirche ist ein kleiner, spätgotischer Bau, der in der Mitte des 17. Jahrhunderts verändert wurde. Das Gebäude besteht aus einem einschiffigen Langhaus und einem eingezogenen Chor mit Fünfachtelschluss, der von einfach abgetreppten Strebepfeilern gestützt wird. Der Turm im südlichen Chorwinkel besitzt spitzbogige, maßwerksunterteilte Schallfenster und wird von einem Spitzhelm bekrönt. Das korbbogenförmige Westportal wird von einer offenen Vorhalle geschützt.
Das flachgedeckte Langhaus besitzt spitzbogige und rechteckige Fenster. Im Chor erhebt sich ein Sterngratgewölbe auf Konsolen. Die schmalen Rundbogenfenster im Chor wurden barockisiert und sind mit figürlichen, neugotischen Glasmalereien ausgestattet. Von der Chorsüdwand führt ein Korbbogenportal in die Sakristei im Turmerdgeschoß.

## Einrichtung

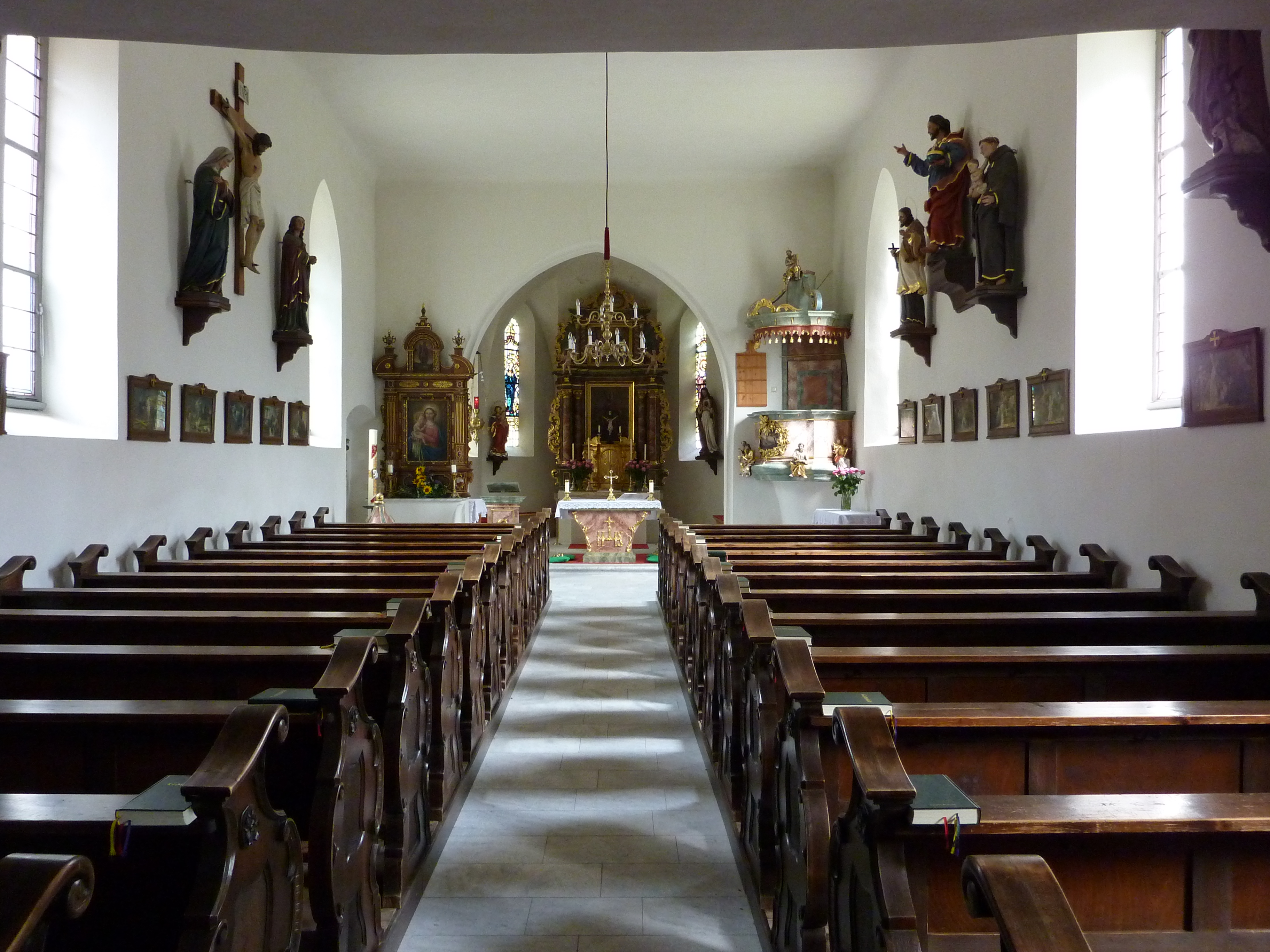
Innenansicht der Pfarrkirche Mühldorf

Der um 1700 gefertigte Hochaltar mit zweigeschoßiger Säulenädikula und Akanthusblattwerk an den Seiten zeigt im Mittelbild den heiligen Veit.
Der linke Seitenaltar wurde laut Widmungsinschrift an der Predella 1621 von Augustin Schütpacher zu Drauhofen gestiftet. Der manieristische Altar mit gesprengtem Giebel stellt im Hauptbild Maria Hilf und im Oberbild den heiligen Chrysanthus dar.
Der Aufgang zur Rokokokanzel aus der Mitte des 18. Jahrhunderts erfolgt von der Sakristei. Die ursprünglich an der Kanzel angebrachten Figuren der vier Evangelisten sind in Verwahrung. Die Figurengruppe des Bethlehemitischen Kindermordes vom Ende des 18. Jahrhunderts unter der Orgelempore an der Nordseite ist ein Teil einer Ganzjahreskrippe.
Zur weiteren Ausstattung der Kirche zählen spätgotische Statuetten der Heiligen Georg und Florian vom Anfang des 16. Jahrhunderts, Konsolfiguren der Heiligen Johannes Nepomuk, Antonius von Padua, Johannes der Täufer aus dem 18. Jahrhundert, ein Franz von Assisi um 1800 sowie eine Kreuzigungsgruppe aus der ersten Hälfte des 19. Jahrhunderts.